# George Speight
George Speight, född 16 maj 1957, var ledare för de kuppmakare på Fiji som mellan 19 maj och 13 juli 2000 höll 36 regeringstjänstemän som gisslan.